# Michala Kvapilová
Pour les articles homonymes, voir Kvapil.
Michala Kvapilová est une joueuse volley-ball tchèque, née le 8 février 1990 à Liberec. Elle mesure 1,81 m et joue au poste de réceptionneuse-attaquante. Elle est aussi une joueuse de beach-volley.

## Clubs
| Club            | De        | À         |
| --------------- | --------- | --------- |
| PVK Olymp Praha | 2008-2009 | 2013-2014 |
| SC Potsdam      | 2014-2015 | 2014-2015 |
| USC Münster     | 2015-2016 | 2015-2016 |

## Palmarès

### Équipe nationale
- Ligue européenne
  - Vainqueur : 2012.

### Clubs
- Championnat de République tchèque
  - Finaliste : 2012, 2013, 2014.
- Coupe de République tchèque
  - Finaliste : 2014.

### Beach-volley
- Médaille d'argent aux Championnats d'Europe de beach-volley en 2017 avec Kristýna Kolocová